# Stéphanie St. Clair
Pour les articles homonymes, voir St. Clair et Sainte-Claire (homonymie).
 (septembre 2021).
La mise en forme du texte ne suit pas les recommandations de Wikipédia : il faut le « wikifier ».
Les points d'amélioration suivants sont les cas les plus fréquents. Le détail des points à revoir est peut-être précisé sur la page de discussion.
- Les titres sont pré-formatés par le logiciel. Ils ne sont ni en capitales, ni en gras.
- Le texte ne doit pas être écrit en capitales (les noms de famille non plus), ni en gras, ni en italique, ni en « petit »…
- Le gras n'est utilisé que pour surligner le titre de l'article dans l'introduction, une seule fois.
- L'italique est rarement utilisé : mots en langue étrangère, titres d'œuvres, noms de bateaux, etc.
- Les citations ne sont pas en italique mais en corps de texte normal. Elles sont entourées par des guillemets français : « et ».
- Les listes à puces sont à éviter, des paragraphes rédigés étant largement préférés. Les tableaux sont à réserver à la présentation de données structurées (résultats, etc.).
- Les appels de note de bas de page (petits chiffres en exposant, introduits par l'outil «  Source ») sont à placer entre la fin de phrase et le point final[comme ça].
- Les liens internes (vers d'autres articles de Wikipédia) sont à choisir avec parcimonie. Créez des liens vers des articles approfondissant le sujet. Les termes génériques sans rapport avec le sujet sont à éviter, ainsi que les répétitions de liens vers un même terme.
- Les liens externes sont à placer uniquement dans une section « Liens externes », à la fin de l'article. Ces liens sont à choisir avec parcimonie suivant les règles définies. Si un lien sert de source à l'article, son insertion dans le texte est à faire par les notes de bas de page.
- La présentation des références doit suivre les conventions bibliographiques. Il est recommandé d'utiliser les modèles {{Ouvrage}}, {{Chapitre}}, {{Article}}, {{Lien web}} et/ou {{Bibliographie}}. Le mode d'édition visuel peut mettre en forme automatiquement les références.
- Insérer une infobox (cadre d'informations à droite) n'est pas obligatoire pour parachever la mise en page.

Pour une aide détaillée, merci de consulter Aide:Wikification.
Si vous pensez que ces points ont été résolus, vous pouvez retirer ce bandeau et améliorer la mise en forme d'un autre article.
Stéphanie St. Clair, de son vrai nom Noëline Stéphanie Adélaïde Saint-Clair (1887-1969), née dans la commune balnéaire du Moule en Guadeloupe, est une femme chef de gang qui a dirigé de nombreuses entreprises criminelles à Harlem à New York. Bien qu'elle ait cherché pendant plusieurs années à résister à l'emprise de la mafia après la fin de la Prohibition, elle a finalement opéré sous son contrôle.

## Biographie
En 2014, Stewart a publié le livre The World of Stéphanie St. Clair : An Entrepreneur, Race Woman and Outlaw in Early Twentieth Century Harlem. Elle y révèle enfin la véritable biographie de la mafieuse. Jusqu’ici, les différentes sources à son sujet allaient de contradiction en contradiction. Dans leur Histoire sociale du crime organisé afro-américain, Rufus Schatzberg et Robert J. Kelly situent sa naissance à Marseille, au cours des années 1880. À rebours des écrivaines Helen Lawrenson et Katherine Butler Jones, qui citent la Martinique, le journaliste Henry Lee Moon rappelle que « Madame Queen » a selon lui toujours clamé venir de France continentale.
En réalité, Stéphanie St. Clair est née en le 25 décembre 1887 dans la commune du Moule en Guadeloupe. La Martinique passe sous drapeau français en 1635, quand la Compagnie des îles d’Amérique] y établit une colonie pour cultiver du tabac, du café et de la canne à sucre. Moins d’une décennie plus tard, les premiers esclaves y sont débarqués. Au bout de quelques années, les femmes prennent l’habitude de quitter les champs pour vendre leurs produits au marché un jour par semaine. Une partie du profit revient à leur maître, mais elles acquièrent ainsi un sens certain du commerce.
À la naissance de Stéphanie St. Clair, l’esclavage est interdit depuis près d’un demi-siècle. Mais les femmes « émancipées » ne peuvent prétendre au statut de citoyennes qu’à condition de se marier. La mort de sa mère, en 1908, représente donc une catastrophe : privée de mère, la famille ne compte plus aucun représentant officiel. Enfant unique de Félicienne Saint Claire, originaire du Vauclin, Stéphanie décide de partir en 1910. Plutôt que la France, où une épidémie de choléra vient de se déclarer, elle embarque pour les États-Unis. On y recherche des domestiques francophones.
Afin de prendre place à bord du Virginie, l’adolescente ment. Selon ses documents de voyage, elle est née en 1887 à Marseille, un vieillissement de dix ans obtenu avec la complicité des autorités douanières. Sans doute apprend-elle là à parvenir à ses fins en passant quelques billets sous le manteau. Arrivée le 30 juillet 1911 à New York, la migrante met le cap sur Montréal. Avec un Dominicain rencontré entre ses heures de ménage, elle retourne sur ses pas cinq ans plus tard.
Dans les années 1910, à la faveur de l’extension de la ligne de métro, le quartier de Harlem accueille une foule d’Afro-Américains en provenance des rues congestionnées de Tenderloin et San Juan Hill. On en dénombre ainsi 73 000 en 1920. Ils sont suivis par près de 40 000 Caribéens d’ici à 1930. Ce chambardement draine un vaste mouvement culturel : la Harlem Renaissance traduit les aspirations et les tiraillements de descendants d’esclaves en art, en littérature ou en mode.
Avec la Grande Dépression et la fin de la prohibition, les gangsters blancs ont vu leurs profits décroître nettement et ils décidèrent d'être plus présents sur la scène du jeu à Harlem, afin de compenser leurs pertes. Dutch Schultz y fit une entrée musclée, tuant certains des responsables du jeu en place. St. Clair et son homme de main et amant, Ellsworth Johnson, refusèrent de se laisser faire par Schultz, mais la vague de violence les épuisait. St. Clair se plaignit aux autorités locales de harcèlement par la police new-yorkaise (NYPD), et comme celle-ci n'en tenait pas compte, elle publia des avertissements dans les journaux de Harlem, accusant des officiers de la police de corruption. La police répliqua en l'arrêtant pour des motifs forgés de toutes pièces, en réponse de quoi elle témoigna à la commission Seabury qui démit plus d'une douzaine d'officiers. Cependant, la guerre des territoires continuait, et son homme de main Ellsworth Johnson se rapprocha de Lucky Luciano, lui proposant de renforcer l'influence de la mafia en supervisant les bookmakers et jeux à Harlem. Il tenta de persuader Stéphanie St. Clair de le rejoindre dans cette voie, ce qu'elle refusa ; Johnson fit de son mieux pour protéger son ancien patron jusqu'à ce qu'ils réalisent tous deux que cela ne pouvait plus durer ainsi, et ils conclurent une trêve avec Schultz. St. Clair fut autorisée à vivre tant qu'elle payait la taxe aux Italiens.
Schultz fut tué sur les ordres de Lucky Luciano en 1935. St. Clair n'avait rien à voir avec ce meurtre, mais on se souvient d'elle pour avoir envoyé un télégramme depuis son lit d'hôpital: "As ye sow, so shall ye reap" (on récolte ce qu'on a semé). Cet incident fit les gros-titres à travers le pays.
Après que Saint-Clair se soit retirée du jeu des nombres, elle a commencé une nouvelle ère de sa vie en tant que défenseur de la réforme politique. À la fin des années 1930, Saint-Clair a rencontré son mari, le soufi Abdul Hamid, connu sous le nom de « Hitler noir » pour son activisme antisémite et nazi. Hamid était un militant et était le chef d'un culte bouddhiste islamique. Le mariage de Saint-Clair et Hamid s'est rapidement dégradé lorsqu'il a entamé une affaire avec une diseuse de bonne aventure noire connue sous le nom de "Fu Futtam" (Hamid allait épouser "Futtam", de son vrai nom Dorothy Matthews, et ils ont fondé un temple bouddhiste ensemble).
Hamid et Futtam/Matthews ont tenté d'ouvrir une entreprise avec l'argent de Saint-Clair, et leur mariage a officiellement pris fin en 1938 lorsque Hamid a été abattu. Saint-Clair a été accusée d'avoir tiré sur lui et a passé 10 ans dans le Bedford Hills Correctional Facility for Women à New York. Après sa sortie de prison, Saint-Clair a poursuivi son travail d'information de la communauté sur ses libertés civiques. Elle a continué à écrire des articles dans le journal local sur la discrimination, la brutalité policière, les perquisitions illégales et d'autres problèmes auxquels la communauté noire est confrontée.
En 1969, toujours riche, elle décède tranquillement dans sa demeure, peu avant son 73e anniversaire. "Bumpy" Johnson, qui était revenu vivre avec elle et écrire de la poésie, était décédé un an plus tôt.

## Dans la culture
Elle est jouée par Novella Nelson dans le film Cotton Club de  Francis Ford Coppola en 1984, Cicely Tyson dans Hoodlum (1997) et Fulani Haynes dans la pièce 409 Edgecombe Ave, The House on Sugar Hill (2007) de Katherine Butler Jones.
L'écrivain martiniquais Raphaël Confiant lui consacre en 2015 l'ouvrage Madame St-Clair, reine de Harlem, Paris, Mercure de France, juin 2015,.
En 2017, la comédienne Isabelle Kancel adapte le roman de  Raphaël Confiant pour le théâtre, sous le titre Stéphanie Saint Clair, reine de Harlem ; le texte est publié aux éditions Caraïbes. La pièce est créée en novembre 2017 à l’Artchipel, scène nationale de Guadeloupe, mise en scène par Nicole Dogué, avec Isabelle Kancel qui interprète Stéphanie St Clair à différents âges. En janvier 2019, elle est jouée aux Tropiques Atrium scène nationale de Martinique en présence de Raphaël Confiant. Le théâtre du Petit Louvre l'accueille lors du festival off d’Avignon en juillet 2019. Stéphanie Saint Clair, reine de Harlem sera de nouveau jouée lors des Festivals Off d'Avignon en  juillet 2021 au théâtre Roseau Teinturiers, et lors des festivals de 2022 et 2023 au Théâtre des Corps Saint,.
En 2021, deux bandes dessinées lui sont consacrées : Queenie, la marraine de Harlem, aux éditions Anne Carrière, scénarisée par Aurélie Lévy et Elizabeth Colomba qui signe aussi les illustrations ; et Harlem, aux éditions Dargaud, scénario et dessin de Mikaël.